# Парламентські вибори в Сан-Марино 1945
Парламентські вибори в Сан-Марино проходили 11 березня 1945 року.
У виборах брали участь дві коаліції. Комітет свободи складався з Комуністичної і Соціалістичної партій Сан-Марино, а Демократичний союз об'єднував помірковані і консервативні сили. В результаті перемогу здобув Комітет свободи, який отримав 40 з 60 місць парламенту.

## Результати
| Партія                        | Голоси | %    | Місць |
| ----------------------------- | ------ | ---- | ----- |
| Комітет свободи               | 2 214  | 66,0 | 40    |
| Демократичний союз            | 1 142  | 34,0 | 20    |
| Недійсних/порожніх бюлетенів  | 30     | –    | –     |
| Всього                        | 3 356  | 100  | 60    |
| Зареєстрованих виборців/ Явка | 5 846  | 57,4 | –     |
| Джерело: Nohlen & Stöver      |        |      |       |